# Stylogaster pilosa
Stylogaster pilosa är en tvåvingeart som beskrevs av Guilherme A.M.Lopes och Monteiro 1959. Stylogaster pilosa ingår i släktet Stylogaster och familjen stekelflugor. Inga underarter finns listade i Catalogue of Life.